# Орн
Орн (фр. Orne) департман је у северозападној Француској. Припада региону Доња Нормандија, а главни град департмана (префектура) је Алансон. Департман Орн је означен редним бројем 61. Његова површина износи 6.103 км². По подацима из 2010. године у департману Орн је живело 291.642 становника, а густина насељености је износила 48 становника по км².
Овај департман је административно подељен на:
- 3 округа
- 40 кантона и
- 505 општина.

## Демографија
| 1999.   | 2011.   |
| ------- | ------- |
| 292.337 | 290.891 |